# Blik op nieuws
Blik op nieuws is een Nederlandse nieuwswebsite waarop provinciaal en regionaal nieuws gepubliceerd wordt. De site werd in 2005 opgezet door Frank van den Berg en Erwin Hermanns van fotopersbureau FBF en Niels Berkhout.